# 채록
채록(採錄)은 지방마다 돌아다니며, 그 지방에서 구전되어 오는 설화, 민요, 민속극 등을 글로 기록하여 남기는 작업을 말한다.